# Colomer e Montdevath
Colomer e Mont Devath (en francès Couloumé-Mondebat) és un municipi francès situat al departament del Gers i a la regió d'Occitània.

## Demografia
| 1962                                       | 1968 | 1975 | 1982 | 1990 | 1999 | 2006 |
| ------------------------------------------ | ---- | ---- | ---- | ---- | ---- | ---- |
| 367                                        | 331  | 271  | 263  | 232  | 243  | 213  |
| Des de 1962: població sense dobles comptes |      |      |      |      |      |      |

## Administració
| Període   | Identitat         | Partit |
| --------- | ----------------- | ------ |
| 2001-2008 | Jean Lartigue     |        |
| 2008-     | Jacqueline Bezian |        |